# Azon
Azon, Azo o Azoy (en georgià: აზო; აზოჲ; აზონი) fou un governant dels georgians, quan aquell país es reduïa al Kartli, o el que en els autors grecoromans anomenaven Ibèria. El seu nom apareix esmentat en les cròniques georgianes on se'l relaciona amb Alexandre Magne, però hi ha diverses versions sobre el seu origen, cosa que fa difícil separar la veritat de la llegenda.

## Segons la tradició medieval
El seu nom i origen difereix en els textos que componen les cròniques georgianes. En La conversió de Kartli el seu nom apareix escrit Azo(y) i es diu que era descendent d'una dinastia preexistent del Kartli Aryan; en la Vida del Kartli el seu nom és Azon i diu que era un foraster d'origen macedoni. Tant Azo com Azon representen inqüestionablement una mateixa figura i ambdós textos el situen amb relació a l'expedició d'Alexandre Magne al sud del Caucas.
Segons La conversió de Kartli, Azo era el fill d'un rei del Kartli Aryan, el nom del qual no s'esmenta. Ell només era un nen i va créixer al Kartli en un ambient proper a la gent d'Alexandre. De gran, conquerí Mtskheta i se'n proclamà el primer rei (მეფე, mep'e). Llavors introduí el culte a Gatsi i Gaim. A la Vida del Kartli no s'esmenta aquesta història, però en canvi diu que Azon, fill de Iaredos no era rei ni tampoc georgià. Se l'anomena quan es narra que ell, juntament amb 100.000 macedonis, conquerí Mtskheta. També es diu que, Alexandre li havia encomanat a Azon que retés culte a set cossos celestials (el sol, la lluna i cinc astres, probablement planetes) i que venerés al deu invisible, creador de l'univers. En aquesta versió se'l descriu com un tirà, és posteriorment deposat i mort per Parnavaz, membre del clan que liderava les tribus locals, ja que el pare i l'oncle d'aquest havien estat assassinats per Azon.

## Segons els historiadors moderns
La identificació d'Azo/Azon és un dels enigmes més difícils d'esbrinar de la història antiga de Geòrgia. El període del seu govern ha estat establert pel professor Sergi Gorgadze entre el 330 aC i el 272 aC, tot i que aquesta cronologia manca de precisió.
Malgrat les diferències dels dos textos que tradicionalment s'han acceptat com a fonts sobre els orígens de Geòrgia, coincideixen en el fet que el seu regnat es va centrar en Mtskheta a començaments del període hel·lenístic i això es pot verificar en altres textos que no tenen res a veure amb Geòrgia. La llegenda de la campanya d'Alexandre per Ibèria està recollida en antics textos armenis, en concret en la Història dels armenis probabement escrita al segle v. L'autor d'aquesta obra, Moisès de Khorèn parla de "Mithridates, sàtrapa de Darios" (identifiable amb Mitridates I del Pont instal·lat al govern dels georgians per Alexandre). El professor Guiorgui Melikixvili ha trobat paral·lelismes entre les històries d'Azon en les cròniques georgianes i la del Mithridates de la tradició armènia.
Alguns autors moderns creuen que la història d'Azo suggereix indirectament la migració de les primitives tribus georgianes cap al nord-oest procedents d'Anatòlia i després barrejades amb les tribus que habitaven la regió del Kartli. Per altra banda, la versió de Vida de Kartli, en què anacrònicament es fereix als macedonis amb el terme "romans", podria reflectir una certa activitat de l'estat romà, ja en aquell temps, en territori d'Ibèria, possiblent durant el període dels Flavis (69 dC–96 dC), que sorprenentment hauria estat ignorada en els annals de Geòrgia.
Hi ha historiadors moderns que han fet l'intent d'equiparar Azon (cal notar que aquest nom empra el sufix grec –ου, -on) amb el Jàson dels argonautes. Segons l'historiador romà Tàcit, els íbers "clamen ser originaris de Tessàlia, de l'època en què Jàson, després d'haver abandonat Medea i els seus fills, tornà al palau buid d'Eetes i de la gent de la Còlquida que no tenien rei".